# Município de Jackson (condado de Knox, Ohio)
O município de Jackson (em inglês: Jackson Township) é um município localizado no condado de Knox no estado estadounidense de Ohio. No ano de 2010 tinha uma população de 988 habitantes e uma densidade populacional de 16,14 pessoas por km².

## Geografia
O município de Jackson encontra-se localizado nas coordenadas 40° 16′ 43″ N, 82° 14′ 01″ O. Segundo o Departamento do Censo dos Estados Unidos, o município tem uma superfície total de 61.21 km², da qual 61,13 km² correspondem a terra firme e (0,14 %) 0,08 km² é água.

## Demografia
Segundo o censo de 2010, tinha 988 pessoas residindo no município de Jackson. A densidade populacional era de 16,14 hab./km². Dos 988 habitantes, o município de Jackson estava composto pelo 97,27 % brancos, o 0,51 % eram afroamericanos, o 0,1 % eram amerindios, o 0,1 % eram asiáticos, o 0,3 % eram de outras raças e o 1,72 % eram de uma mistura de raças. Do total da população o 0,91 % eram hispanos ou latinos de qualquer raça.